# Wimbledon Championships 2026
Die 139. Wimbledon Championships sind das dritte von vier Grand-Slam-Turnieren der Saison, den am höchsten dotierten Tennisturnieren. Sie sollen vom 29. Juni bis 12. Juli 2026 in London stattfinden. Ausrichter ist der All England Lawn Tennis and Croquet Club. Die Qualifikationswettbewerbe finden im Sports Centre im Londoner Stadtteil Roehampton vom 22. bis 25. Juni 2026 statt.
Titelverteidiger sind Jannik Sinner im Herreneinzel und Iga Świątek im Dameneinzel. Julian Cash und Lloyd Glasspool gewannen im Herrendoppel. Im Damendoppel war Weronika Kudermetowa mit der Belgierin Elise Mertens erfolgreich; im Mixed der Niederländer Sem Verbeek mit der Tschechin Kateřina Siniaková.

## Electronic Line Calling

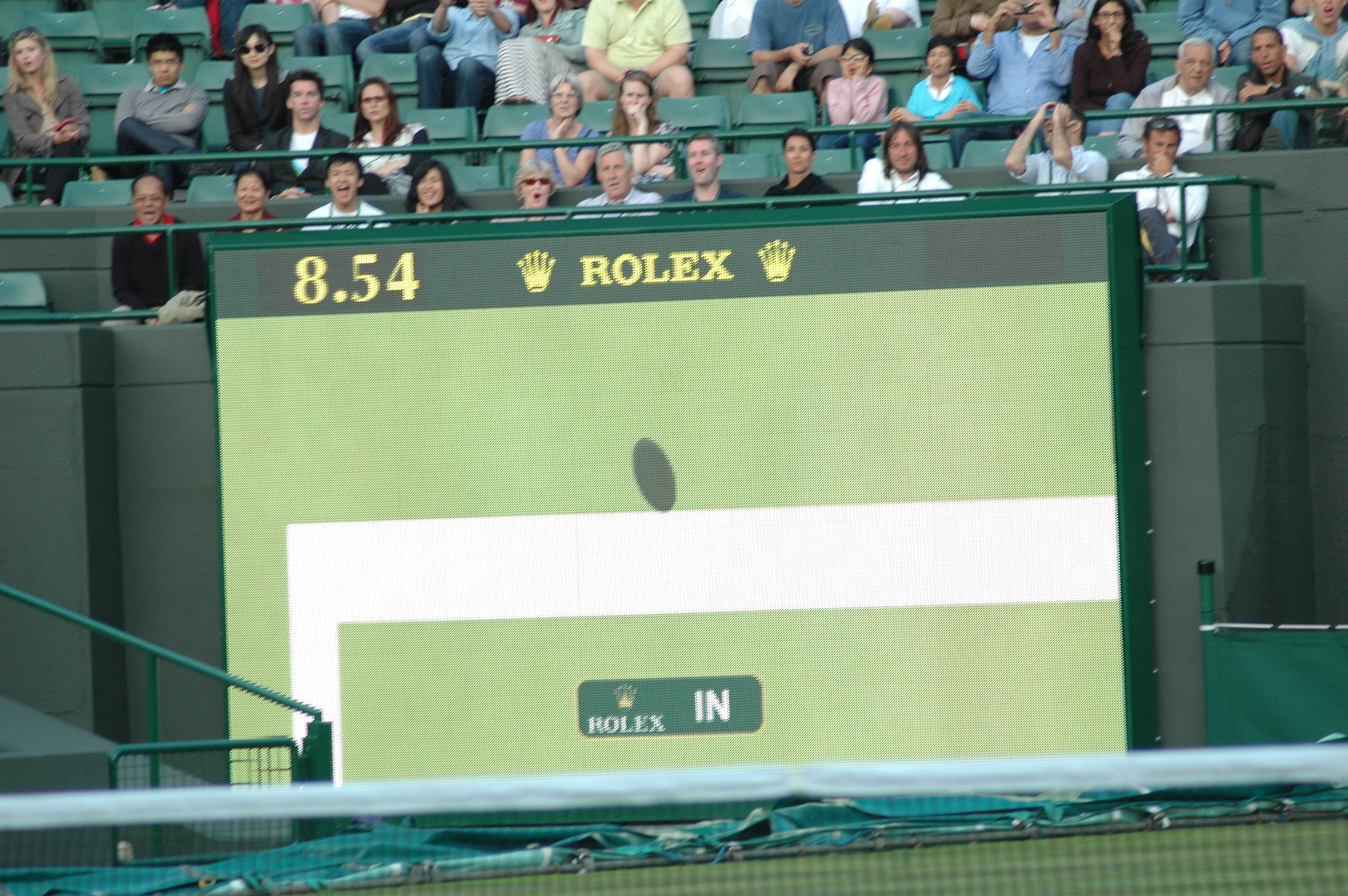
Hawk-Eye-Entscheidung in Wimbledon

Seit 2025 entscheidet in Wimbledon das Hawk-Eye-System im Rahmen des „Electronic Line Calling“ (ELC) automatisch darüber, ob ein Ball im Feld oder im Aus war – damit entfällt der Einsatz von Linienrichtern vollständig. Insgesamt wurden hierfür 450 Hochgeschwindigkeitskameras auf allen Plätzen installiert, wobei jede Kamera 340 Bilder pro Sekunde aufnehmen konnte. Vor Beginn des Turniers wird das System justiert und getestet. Hierzu werden etwa 250 Tennisbälle systematisch auf jedem Tennisplatz verteilt. Schon ab 2007 wurde das System in Wimbledon eingesetzt. Bis 2024 hatte jeder Spieler dreimal das Recht, eine Entscheidung durch das System überprüfen zu lassen.

## Berichterstattung
2026 überträgt Prime Video die Wimbledon Championships zum dritten Mal live im TV und Livestream, sowohl in Deutschland, als auch in Österreich. Der Streamingdienst löste 2024 Sky ab, das viele Jahre alle Matches von Wimbledon gezeigt hatte. Mit einem 30-tägigen Probe-Abonnement lässt sich das Turnier kostenlos im TV und im Livestream anschauen. In der Schweiz übertragen SRF, RTS und RSI. Insgesamt wird das Turnier weltweit in 220 Länder übertragen. Wimbledon Broadcast Services (WBS) übernahm 2018 die technische Einrichtung und bietet seitdem Mehrkamera-Übertragungen aller 18 Championship-Courts in HDR, wobei der Centre Court und der Court Nr. 1 zusätzlich in UHD übertragen werden. Hierfür wurden 165 Fernsehkameras und 200 Mikrophone installiert.

## Turnierplan
Die Qualifikation findet im 4,2 km entfernten Community Sport Centre Roehampton auf 16 weiteren Rasenplätzen statt. Zusätzlich stehen acht Rasenplätze zum Training zur Verfügung. Die tägliche Zuschauerkapazität bei den Qualifikationen beträgt 3.500 Zuschauerplätze, davon 1.624 Sitzplätze. An den meisten Plätzen befinden sich ausschließlich Stehplätze, außer an folgenden Courts:
- Show Court 1 – Kapazität 808 Sitzplätze zuzüglich acht Rollstuhlplätze
- Court Nr. 2 – Kapazität 552 Sitzplätze
- Court Nr. 3 – Kapazität 132 Sitzplätze
- Court Nr. 5 – Kapazität 132 Sitzplätze

Nach den Qualifikationsrunden findet am 26. Juni 2026 die Auslosung statt.
| Tag          | Turnier |
| ------------ | --- |
| Mo. 22. Juni | Qualifikation 1. Runde |
| Di. 23. Juni | Qualifikation 1. Runde |
| Mi. 24. Juni | Qualifikation 2. Runde |
| Do. 25. Juni | Qualifikation 3. Runde |
| Fr. 26. Juni | Auslosung |
| Mo. 29. Juni | Herren- und Damen-Einzel 1. Runde |
| Di. 30. Juni | Herren- und Damen-Einzel 1. Runde |
| Mi. 1. Juli  | Herren- und Damen-Einzel 2. Runde Herren- und Damen-Doppel 1. Runde |
| Do. 2. Juli  | Herren- und Damen-Einzel 2. Runde Herren- und Damen-Doppel 1. Runde |
| Fr. 3. Juli  | Herren- und Damen-Einzel 3. Runde Herren- und Damen-Doppel 2. Runde Mixed 1. Runde |
| Sa. 4. Juli  | Herren- und Damen-Einzel 3. Runde Herren- und Damen-Doppel 2. Runde Mixed 1. Runde Junioren-/Juniorinnen-Einzel 1. Runde |
| So. 5. Juli  | Herren- und Damen-Einzel Achtelfinale Herren- und Damen-Doppel 3. Runde Mixed 2. Runde Junioren-/Juniorinnen-Einzel 1. Runde |
| Mo. 6. Juli  | Herren- und Damen-Einzel Achtelfinale Herren- und Damen-Doppel 3. Runde Mixed Viertelfinale Junioren-/Juniorinnen-Einzel 2. Runde Junioren-Doppel 1. Runde |
| Di. 7. Juli  | Herren- und Damen-Einzel Achtelfinale Herren- und Damen-Doppel Viertelfinale Mixed Halbfinale Herren-/ Damen-Rollstuhl-Einzel 1. Runde Junioren-/Juniorinnen-Einzel 2. Runde Juniorinnen-Doppel 1. Runde Einladungs-Doppel (Herren, Damen, Mixed)                         |
| Mi. 8. Juli  | Herren- und Damen-Einzel Achtelfinale Herren- und Damen-Doppel Viertelfinale Quad-Einzel Viertelfinale Herren-/ Damen-Rollstuhl-Einzel Viertelfinale Junioren-/Juniorinnen-Einzel 3. Runde Junioren-/Juniorinnen-Doppel 2. Runde Einladungs-Doppel (Herren, Damen, Mixed) |

| Tag          | Turnier |
| ------------ | --- |
| Do. 9. Juli  | Herren- und Damen-Einzel Halbfinale Herren- und Damen-Doppel Halbfinale Mixed Finale Herren-/ Damen-Rollstuhl-Einzel Viertelfinale Quad-Doppel Herren, Damen Viertelfinale Junioren-/Juniorinnen-Einzel Viertelfinale Junioren-/Juniorinnen-Doppel Viertelfinale Junioren-/Juniorinnen-Einzel Einladungs-Doppel (Herren, Damen, Mixed) |
| Fr. 10. Juli | Herren-Einzel Halbfinale Damen-Doppel Halbfinale Quad-Doppel Herren, Damen Halbfinale Junioren-/Juniorinnen-Einzel Halbfinale Junioren-/Juniorinnen-Doppel Halbfinale Jungen-/Mädchen-Einzel U14 Einladungs-Doppel (Herren, Damen, Mixed)                                                                                              |
| Sa. 11. Juli | Herren-Doppel Finale Damen-Einzel Finale Damen-Einzel-Rollstuhl Finale Quad-Doppel Herren, Damen Finale Juniorinnen-Einzel Finale Juniorinnen-Doppel Finale Junioren-Doppel Finale Junioren-/Juniorinnen-Einzel Halbfinale Einladungs-Doppel (Herren, Damen, Mixed)                                                                    |
| So. 12, Juli | Damen-Doppel Finale Herren-Einzel Finale Herren-/Quad-Einzel Finale Damen-Doppel-Rollstuhl Finale Junioren-Einzel Finale Jungen-/Mädchen-Einzel U14 Finale Einladungs-Doppel (Herren, Damen, Mixed) |

Die Vorjahressieger im Einzel, Jannik Sinner und Iga Świątek, eröffnen das Turnier traditionell auf dem Centre Court. 

## Wimbledon eChamps
Die International Tennis Federation (ITF) hatte 2021 eine neue E-Sport-Initiative ins Leben gerufen, an der sich auch die Veranstalter in Wimbledon beteiligen.

## Einladungswettbewerbe
Es werden Einladungsturniere mit ehemaligen Topspielern durchgeführt. Sie finden in der zweiten Wimbledon-Woche statt. Das Turnier beginnt im Round-Robin-Format, bevor ab dem Halbfinale im Knock-out-System gespielt wird.

## Nachwuchswettbewerbe
Nachwuchswettbewerbe für Kinder und Jugendliche unter 14 Jahren werden durchgeführt.

## Zukünftiges Turnier
Die Wimbledon Championships 2027 finden vom 28. Juni 2027 bis 11. Juli 2027 statt.